# Нейссен, Том
Том Нейссен (нидерл. Tom Nijssen; род. 1 октября 1964, Маастрихт) — нидерландский профессиональный теннисист и теннисный тренер, специалист по игре в парах. Двукратный победитель турниров Большого шлема в смешанном парном разряде.

## Игровая карьера

### Начало карьеры
Том Нейссен начал играть в теннис в девять лет. До начала профессиональной карьеры в 1985 году он успел стать чемпионом Нидерландов среди юношей в возрасте до 18 лет. С июля по ноябрь 1985 года он четыре раза доходил до финала турниров класса ATP Challenger и два из них (в Порту-Алегри и Баие, оба — Бразилия) выиграл. Уже к началу следующего года он входил в число ста лучших теннисистов мира в парном разряде, а в июле с Йоханом Векемансом впервые пробился в финал турнира Гран-при на Открытом чемпионате Нидерландов в Хилверсюме. В одиночном разряде он играл мало, но именно в одиночном разряде провёл в 1986 году свои первые встречи за сборную Нидерландов в Кубке Дэвиса, потерпев два поражения в матче с командой Нигерии.
За 1987 год Нейссен трижды выходил в финалы турниров Гран-при в парном разряде и в октябре в Токио завоевал свой первый титул. В одиночном разряде его лучшими результатами были выходы в четвертьфинал турниров Гран-при в Бостоне и Гонконге. На следующий год Нейссен уже четырежды побывал в финалах турниров Гран-при, добившись при этом трёх побед с тремя разными партнёрами, и финишировал в числе 50 лучших теннисистов мира в парном разряде. В одиночном разряде он дважды играл в финалах «челленджеров» и выиграл один из них, в Бергене (Норвегия). Хорошего результата он достиг также в смешанном парном разряде, дойдя с соотечественницей Манон Боллеграф до полуфинала Открытого чемпионата Франции, где они уступили ещё одной нидерландской паре Шульц—Схаперс. На Открытом чемпионате Австралии Нейссен дошёл до четвертьфинала в паре с Карин Баккум.

### Пик карьеры
1989 год стал наиболее удачным в одиночной карьере Нейссена. Он включал выход в третий круг на Открытом чемпионате Австралии, полуфинал турнира во Франкфурте и четвёртый круг супертурнира в Майами. После Майами Нейссен поднялся до 87-го места в рейтинге теннисистов, выступающих в одиночном разряде. В парах он дошёл до третьего круга на Открытых чемпионатах Австралии и Франции и до полуфинала Открытого чемпионата Италии, самого престижного после «Ролан Гаррос» грунтового турнира. Хотя он ни разу за сезон не пробился в финал турнира Гран-при, эти успехи в первой половине года помогли ему до конца сохранить место в первой сотне рейтинга. Самым значительным достижением в этом сезоне стала для него победа с Манон Боллеграф в Открытом чемпионате Франции в смешанном парном разряде. Посеянные шестыми Боллеграф и Нейссен победили в четверть- и полуфинале пары, посеянные под третьим и вторым номерами. Боллеграф и Нейссен также дошли до полуфинала Открытого чемпионата Австралии, где проиграли будущим чемпионам, Новотной и Пью, и Открытого чемпионата США. Помимо этого, Нейссен помог сборной Нидерландов вернуться в Мировую группу Кубка Дэвиса, выиграв три из четырёх встреч в одиночном разряде и обе парные в матчах с командами Португалии и Индонезии.
За февраль 1990 года Нейссен с двумя разными партнёрами дважды доходил до финала турниров только что сформированного АТР-тура. В течение года он ещё четыре раза играл в полуфиналах турниров АТР в парном разряде, но слабые выступления в турнирах Большого шлема не позволили ему занять в рейтинге место выше середины первой сотни. В миксте он не смог повторить прошлогодних успехов, вылетев во втором круге во Франции и в третьем на Уимблдонском турнире. Не сложился сезон и в одиночном разряде, в котором он вылетел далеко за пределы первой сотни рейтинга. В Кубке Дэвиса он провёл три последние в карьере игры за сборную, добившись одной победы во встрече с Михаэлем Штихом, ничего не решавшей после того, как команда ФРГ уже обеспечила себе победу над нидерландской сборной.
Намного более удачными стали для Нейссена следующие четыре года. В этот период его партнёром был чех Цирил Сук, с которым они выиграли семь турниров, ещё шесть раз играли в финалах, в том числе дважды в турнирах АТР высшей категории в Стокгольме и Париже, и пять раз выходили в четвертьфинал турниров Большого шлема. Все четыре года они заканчивали в числе десяти лучших пар мира и участвовали в итоговом турнире года, хотя ни разу не дошли в нём даже до полуфинала. На их счету в эти годы победы над первыми парами мира: Джоном Фицджеральдом и Андерсом Ярридом в Штутгарте в 1992 году и над Патриком Гэлбрайтом и Грантом Коннеллом в 1993 году. Сам Нейссен в мае 1992 года после участия в полуфиналах турниров высшей категории в Монте-Карло и Гамбурге поднялся в рейтинге до десятого места, высшего в карьере. В смешанном парном разряде успехи Нейссена в эти годы были ещё более впечатляющими: три финала турниров Большого шлема, один из которых, на Открытом чемпионате США 1991 года, они с Боллеграф выиграли, не будучи посеянными и победив по ходу пары, посеянные под восьмым и вторым номером. В 1992 году Нейссен, посеянный под пятым номером в паре с Геленой Суковой, сестрой Цирила, дошёл до финала на Открытом чемпионате США, а на следующий год с Боллеграф — до финала Уимблдонского турнира, где они, посеянные двенадцатыми, победили по ходу пятую и первую (Санчес—Вудбридж) пары.

### Завершение карьеры
В 1995 году дуэт Нейссена и Сука распался и новым партнёром Нейссена стал другой нидерландский игрок, Менно Остинг. В течение полугода они выступали вместе, но выше полуфиналов не доходили, и конец сезона Нейссен провёл в поисках более удачной пары. Первую половину следующего сезона его партнёром был Грег ван Эмбург из США, с которым они один раз дошли до финала в Оэйраше, а с мая — ещё один голландец, Том Кемперс. В эти два года, несмотря на отсутствие серьёзных успехов, Нейссен постоянно оставался игроком Top-100 в парном разряде и выбыл из первой сотни только в сентябре 1997 года, после того, как с марта не выигрывал ни на одном турнире больше одной игры. После этого он дважды вышел в полуфинал в Тулузе и Сантьяго и вернулся в число ста сильнейших игроков мира. Свой последний финал турнира АТР он провёл в самом начале 1998 года в Окленде (Новая Зеландия) с Джеффом Таранго из США, после чего снова началась череда неудачных выступлений, и после Уимблдонского турнира Нейссен распрощался с профессиональным теннисом.

## Тренерская карьера
После окончания активных выступлений Том Нейссен занялся тренерской работой. Он сотрудничает с теннисными клубами в Амерсфорте, Дутинхеме и Апелдорне. В амерсфортском клубе ALTA, где он продолжал играть во внутреннем первенстве Нидерландов до 2008 года, в честь Нейссена назван один из кортов.

## Участие в финалах турниров Большого шлема в смешанном парном разряде (4)

### Победы (2)
| Год  | Турнир                     | Покрытие | Партнёр         | Соперники в финале                       | Счёт в финале    |
| ---- | -------------------------- | -------- | --------------- | ---------------------------------------- | ---------------- |
| 1989 | Открытый чемпионат Франции | Грунт    | Манон Боллеграф | Аранча Санчес-Викарио Орасьо де ла Пенья | 6-3, 6-7(3), 6-2 |
| 1991 | Открытый чемпионат США     | Хард     | Манон Боллеграф | Аранча Санчес-Викарио Эмилио Санчес      | 6-2, 7-6(2)      |

### Поражения (2)
| Год  | Турнир                 | Покрытие | Партнёр         | Соперники в финале               | Счёт в финале |
| ---- | ---------------------- | -------- | --------------- | -------------------------------- | ------------- |
| 1992 | Открытый чемпионат США | Хард     | Гелена Сукова   | Николь Провис Марк Вудфорд       | 6-4, 3-6, 3-6 |
| 1993 | Уимблдонский турнир    | Трава    | Манон Боллеграф | Мартина Навратилова Марк Вудфорд | 3-6, 4-6      |

## Участие в финалах турниров ATP в мужском парном разряде (25)
| Легенда                                  |
| ---------------------------------------- |
| Турниры Большого шлема (0)               |
| Чемпионат мира ATP (0)                   |
| ATP Championship Series, Single Week (2) |
| АТР Gold / АТР Championship Series (5)   |
| АТР-тур (10)                             |
| Гран-при (8)                             |

### Победы (11)
| №   | Дата        | Турнир                                | Покрытие | Партнёр          | Соперники в финале            | Счёт в финале |
| --- | ----------- | ------------------------------------- | -------- | ---------------- | ----------------------------- | ------------- |
| 1.  | 20 окт 1987 | Seiko Super Tennis, Токио, Япония     | Ковёр    | Бродерик Дайк    | Джим Грэбб Сэмми Джаммалва    | 6-3, 6-2      |
| 2.  | 22 фев 1988 | Мец, Франция                          | Ковёр    | Ярослав Навратил | Рилл Бакстер Ндука Одизор     | 6-2, 6-7, 7-6 |
| 3.  | 10 окт 1988 | Тулуза, Франция                       | Хард (i) | Рики Остерхун    | Мансур Бахрами Ги Форже       | 6-3, 6-4      |
| 4.  | 21 ноя 1988 | Брюссель, Бельгия                     | Ковёр    | Уолли Мазур      | Джон Фицджеральд Томаш Шмид   | 7-5, 7-6      |
| 5.  | 30 сен 1991 | Тулуза (2)                            | Хард (i) | Цирил Сук        | Джереми Бейтс Кевин Каррен    | 4-6, 6-3, 7-6 |
| 6.  | 14 окт 1991 | Grand Prix de Tennis de Lyon, Франция | Ковёр    | Цирил Сук        | Стив Девриз Дэвид Макферсон   | 7-6, 6-3      |
| 7.  | 17 фев 1992 | Eurocard Open, Штутгарт, Германия     | Ковёр    | Цирил Сук        | Джон Фицджеральд Андерс Яррид | 6-3, 6-7, 6-3 |
| 8.  | 28 сен 1992 | Swiss Indoors, Базель                 | Хард (i) | Цирил Сук        | Карел Новачек Давид Рикл      | 6-3, 6-4      |
| 9.  | 19 июл 1993 | Mercedes Cup, Штутгарт                | Грунт    | Цирил Сук        | Гэри Мюллер Пит Норвал        | 7-6, 6-3      |
| 10. | 3 янв 1994  | Оаху, Гавайи, США                     | Хард     | Цирил Сук        | Алекс О’Брайен Джонатан Старк | 6-4, 6-4      |
| 11. | 7 фев 1994  | Milan Indoor, Италия                  | Ковёр    | Цирил Сук        | Хендрик-Ян Давидс Пит Норвал  | 4-6, 7-6, 7-6 |

### Поражения (14)
| №   | Дата        | Турнир                                                     | Покрытие | Партнёр           | Соперники в финале              | Счёт в финале |
| --- | ----------- | ---------------------------------------------------------- | -------- | ----------------- | ------------------------------- | ------------- |
| 1.  | 28 июл 1986 | Открытый чемпионат Нидерландов, Хилверсюм                  | Грунт    | Йохан Векеманс    | Милослав Мечирж Томаш Шмид      | 4-6, 2-6      |
| 2.  | 15 июн 1987 | Открытый чемпионат Афин, Греция                            | Грунт    | Ярослав Навратил  | Торе Майнеке Рики Остерхун      | 2-6, 6-3, 2-6 |
| 3.  | 27 июл 1987 | Открытый чемпионат Нидерландов, Хилверсюм (2)              | Грунт    | Йохан Векеманс    | Милослав Мечирж Войцех Фибак    | 6-7, 7-5, 2-6 |
| 4.  | 17 окт 1988 | Франкфурт-на-Майне, ФРГ                                    | Ковёр    | Джереми Бейтс     | Горан Иванишевич Рудигер Хаас   | 6-1, 5-7, 3-6 |
| 5.  | 5 фев 1990  | Stella Artois Indoor, Милан, Италия                        | Ковёр    | Удо Риглевски     | Омар Кампорезе Диего Наргисо    | 4-6, 4-6      |
| 6.  | 19 фев 1990 | Eurocard Open, Штутгарт, ФРГ                               | Ковёр    | Микаэль Мортенсен | Ги Форже Якоб Хласек            | 3-6, 2-6      |
| 7.  | 4 фев 1991  | Milan Indoor (2)                                           | Ковёр    | Цирил Сук         | Горан Иванишевич Омар Кампорезе | 4-6, 6-7      |
| 8.  | 1 апр 1991  | Открытый чемпионат Эшторила по теннису, Оэйраш, Португалия | Грунт    | Цирил Сук         | Марк Куверманс Паул Хархёйс     | 3-6, 3-6      |
| 9.  | 21 окт 1991 | Stockholm Open, Швеция                                     | Ковёр    | Цирил Сук         | Джон Фицджеральд Андерс Яррид   | 5-7, 2-6      |
| 10. | 12 окт 1992 | Больцано, Италия                                           | Ковёр    | Цирил Сук         | Бент-Уве Педерсен Андерс Яррид  | 1-6, 7-6, 3-6 |
| 11. | 8 фев 1993  | Milan Indoor (3)                                           | Ковёр    | Цирил Сук         | Марк Кратцман Уолли Мазур       | 6-4, 3-6, 4-6 |
| 12. | 1 ноя 1993  | Paris Open, Франция                                        | Ковёр    | Цирил Сук         | Байрон Блэк Джонатан Старк      | 6-4, 5-7, 2-6 |
| 13. | 8 апр 1996  | Открытый чемпионат Эшторила по теннису, Оэйраш (2)         | Грунт    | Грег ван Эмбург   | Томас Карбонель Франсиско Ройг  | 3-6, 2-6      |
| 14. | 12 янв 1998 | Benson and Hedges, Окленд, Новая Зеландия                  | Хард     | Джефф Таранго     | Патрик Гэлбрайт Бретт Стивен    | 4-6, 2-6      |

## Статистика участия в центральных турнирах за карьеру

### Мужской парный разряд
| Турнир                       | 1986 | 1987 | 1988 | 1989 | 1990 | 1991 | 1992 | 1993 | 1994 | 1995 | 1996 | 1997 | 1998 | Итого  | В / П за карьеру |
| ---------------------------- | ---- | ---- | ---- | ---- | ---- | ---- | ---- | ---- | ---- | ---- | ---- | ---- | ---- | ------ | ---------------- |
| Открытый чемпионат Австралии | НУ   | НУ   | 2К   | 3К   | 1К   | 1К   | 1/4  | 2К   | 1/4  | 1К   | 1К   | 3К   | 1К   | 0 / 11 | 12-11            |
| Открытый чемпионат Франции   | 2К   | 1К   | 2К   | 3К   | 1К   | 1/4  | 2К   | 2К   | 3К   | 1К   | 1К   | 2К   | НУ   | 0 / 12 | 13-12            |
| Уимблдонский турнир          | НУ   | НУ   | 3К   | 2К   | 2К   | 3К   | 1К   | 1К   | 1/4  | 1К   | 3К   | 2К   | 1К   | 0 / 11 | 12-11            |
| Открытый чемпионат США       | НУ   | НУ   | НУ   | 1К   | НУ   | 1К   | 3К   | 3К   | 1/4  | 2К   | 2К   | 1К   | НУ   | 0 / 8  | 9-8              |
| Чемпионат мира АТР           | НУ   | НУ   | НУ   | НУ   | НУ   | КТ   | КТ   | КТ   | КТ   | НУ   | НУ   | НУ   | НУ   | 0 / 4  | 0-12             |
| Рейтинг в конце года         | 97   | 44   | 34   | 84   | 53   | 23   | 18   | 25   | 28   | 74   | 79   | 96   | 313  | -      | -                |

### Смешанный парный разряд
| Турнир                       | 1986 | 1987 | 1988 | 1989 | 1990 | 1991 | 1992 | 1993 | 1994 | 1995 | 1996 | 1997 | 1998 | Итого  | В / П за карьеру |
| ---------------------------- | ---- | ---- | ---- | ---- | ---- | ---- | ---- | ---- | ---- | ---- | ---- | ---- | ---- | ------ | ---------------- |
| Открытый чемпионат Австралии | НУ   | НУ   | 1/4  | 1/2  | НУ   | 1К   | 2К   | 2К   | 2К   | 1К   | НУ   | НУ   | НУ   | 0 / 7  | 8-7              |
| Открытый чемпионат Франции   | НУ   | 1К   | 1/2  | П    | 2К   | 1К   | 1/2  | 3К   | 2К   | 3К   | 3К   | 3К   | 3К   | 1 / 12 | 26-11            |
| Уимблдонский турнир          | НУ   | НУ   | 3К   | 2К   | 2К   | 3К   | 1/2  | Ф    | 1К   | 1/4  | 2К   | 1/4  | 1К   | 0 / 11 | 22-11            |
| Открытый чемпионат США       | НУ   | НУ   | НУ   | 1/2  | НУ   | П    | Ф    | 1/4  | 1К   | 3К   | НУ   | НУ   | НУ   | 1 / 6  | 20-5             |